# Images (Pierné)

Images est un ballet de Gabriel Pierné sur un argument d'André Hellé, créé en 1935 à l'Opéra de Paris.
Images est tiré du Divertissement sur un thème pastoral, composé en 1931, suite de variations libres accompagnées de l'épigraphe suivante, empruntée à Hans von Bülow : « Le thème n'a pas beaucoup plus d'importance qu'un titre par rapport au livre lui-même. »
Tout comme Viennoise (suite de valses et cortège-blues opus 49 bis), le ballet appartient à la dernière manière de Gabriel Pierné : musique brillante, légère, sollicitant la virtuosité des exécutants.

## Structure
Cette œuvre dure environ 13 minutes et est en deux parties :
- I. Introduction
- II. Divertissement pastoral

## Discographie
- Orchestre Philharmonique des Pays de Loire, Pierre Dervaux juillet 1978.